# از جانب
از جانبِ، منشأ یا در نامی مختصر از (به انگلیسی: From) یک مجموعه تلویزیونی علمی تخیلی ترسناک آمریکایی است که توسط جان گریفین ساخته شده است. بازیگرانی مانند هارولد پرینو، کاتالینا ساندینو مورنو، ایان بیلی و دیوید آلپی در این مجموعه حضور دارند.
این سریال در ۲۰ فوریه ۲۰۲۲ از شبکه ام‌جی‌ام+ به نمایش درآمد و به‌طور کلی نقدهای مثبتی از منتقدان برای داستان خود و عملکرد هارولد پرینو دریافت کرد. این سریال برای فصل سوم تمدید شد و پخش سریال از سپتامبر ۲۰۲۴ از سر گرفته شد. این مجموعه در نوامبر ۲۰۲۴ برای فصل چهارم تمدید شد.

## داستان سریال
فیلم دربارهٔ شهری مرموز در آمریکا است که هر کسی وارد آن شود دیگر توان خارج شدن از آن را ندارد. ساکنان این شهر که قبلاً در این شهر به دام افتاده‌اند در تقلای پیدا کردن راهی برای خروج از این شهر هستند، شهری که در آن علاوه‌بر مهمان‌های تازه‌وارد، ساکنانی ترسناک و قدیمی‌تر هم وجود دارند.
داستان سریال درباره بوید استیونز (با بازی پرینو) است، مردی که به‌صورت خودخوانده نقش کلانتر و عملاً شهردار این جامعه کوچک را بر عهده گرفته است. ماجرا زمانی پیچیده‌تر می‌شود که خانواده متیوز، به‌عنوان تازه‌واردان، وارد این منطقه مرموز می‌شوند و خیلی زود درمی‌یابند که مانند سایر ساکنان، در اینجا گرفتار شده‌اند. حالا آن‌ها باید در کنار یکدیگر برای زنده ماندن تلاش کنند و راهی برای فرار از این مکان پیدا کنند.

## قسمت‌ها
در فصل اول سریال (۲۰۲۲)، خانواده ماتیوز در سفر با RV خود به شهری کوچک می‌رسند که با سقوط درخت مسیرشان مسدود شده است. در این شهر، مردم توسط موجودات هوشمند و تغییرشکل‌دهنده احاطه شده‌اند که شب‌ها حمله می‌کنند. پس از تصادف RV، اعضای خانواده و دیگران به "کلونی هاوس" پناه می‌برند، جایی که قوانین سختگیرانه‌ای برای حفظ امنیت وجود دارد. آنها متوجه می‌شوند شهر در یک حلقه زمانی گیر افتاده و قادر به ترک آن نیستند. شخصیت‌هایی مانند بوید، رئیس پلیس، و دکتر کریستی تلاش می‌کنند تا با تهدیدهای ناشناخته مقابله کنند. رازهای شهر، از جمله نقشه‌های عجیبی که می‌تواند محافظت ایجاد کند، تدریجاً آشکار می‌شود. برخی اعضا دچار توهم و بیماری می‌شوند و تنش‌ها میان ساکنان بالا می‌گیرد. در طول فصل، شخصیت‌ها با گذشته خود، انتخاب‌های دشوار و تلاش برای بقا روبرو می‌شوند. پایان فصل با رسیدن اتوبوس به شهر و به دام افتادن بیشتر افراد در این کابوس ادامه می‌یابد.
در فصل دوم (۲۰۲۳)، شهروندان پس از هشدار یک مسافر، برای مقابله با تهدیدات مرموز و موجودات جنگل آماده می‌شوند و گروهی در ساختمانی به نام کلونی هاوس پناه می‌گیرند. بویید، رئیس پلیس، با مردی به نام مارتین مواجه می‌شود که زنجیر شده و موجودات جنگل را «نوک نیزه» تهدید بزرگ‌تر می‌داند. در این میان، تنش‌ها و خیانت‌ها در میان ساکنان افزایش می‌یابد و برخی با توهمات و بیماری‌های ناشناخته دست و پنجه نرم می‌کنند. جید و ویکتور به دنبال پاسخ‌هایی درباره نمادهای اسرارآمیز و رازهای زیرزمینی هستند. گروهی تلاش می‌کنند تا از جنگل فرار کنند، اما با تهدیدات جدیدی مواجه می‌شوند. در نهایت، بویید جعبه موسیقی خطرناک را نابود می‌کند که باعث بهبودی ساکنان و پایان تهدید فوری می‌شود، اما برخی اعضا همچنان در چنگال نیروهای مرموز گرفتارند. تابیتا پس از سقوط از برج، در دنیای بیرون به هوش می‌آید و نشان می‌دهد راه نجات ممکن است پیچیده‌تر از آنچه تصور می‌شود باشد. این فصل ترکیبی از کشمکش‌های انسانی، رازهای ماورایی و تلاش برای بقا در جهانی نامعلوم است.
فصل سوم (۲۰۲۴) روایت ادامه تلاش ساکنان برای بقا و کشف رازهای Township است. تابیتا پس از به هوش آمدن در بیمارستانی در مین، به دنبال نشانه‌هایی از گذشته می‌گردد و با هِنری کاوانا، پدر ویکتور، ملاقات می‌کند. در Township، جیم و کنی در جستجوی فانوس دریایی گمشده هستند و ساکنان با کاهش منابع غذایی و حمله موجودات جنگل روبرو می‌شوند. بویید، که دستگیر شده و شکنجه می‌شود، توسط جید نجات می‌یابد، اما غم از دست دادن نزدیکان در میان مردم موج می‌زند .با پیشرفت داستان، رازهای جدیدی درباره نمادها، رؤیاها و رابطه پیچیده بین ساکنان و موجودات جنگل فاش می‌شود. ساکنان Township به تدریج به این باور می‌رسند که وضعیت‌شان آزمونی الهی است و برخی باور دارند تولد کودکی خاص می‌تواند نجات‌بخش باشد. در این میان، تنش‌ها بین شخصیت‌ها افزایش می‌یابد؛ از جمله مرگ‌های ناگهانی، توطئه‌ها و تغییرات روانی که همه را به چالش می‌کشد. در پایان، تولد کودک رازآلودی همراه با حضور زن مرموزی به نام «زن کیمونو» اتفاق می‌افتد که سرنوشت Township را دگرگون می‌کند. کشف گذشته و ارتباطات قبلی ساکنان با این جهان اسرارآمیز، و برخورد خشونت‌آمیز با «مردی با لباس زرد» که به جیم حمله می‌کند، فصل را با سوالات و هیجان پایان می‌دهد.
| فصل | قسمت‌ها | قسمت‌ها | تاریخ اصلی روی آنتن رفتن | تاریخ اصلی روی آنتن رفتن | تاریخ اصلی روی آنتن رفتن |
| فصل | قسمت‌ها | قسمت‌ها | اولین بار                | آخرین بار                | شبکه                     |
| --- | ------ | ------ | ------------------------ | ------------------------ | ------------------------ |
| ۱   | ۱۰     | ۱۰     | ۲۰ فوریه ۲۰۲۲            | ۱۰ آوریل ۲۰۲۲            | اِپیکس                    |
| ۲   | ۱۰     | ۱۰     | ۲۳ آوریل ۲۰۲۳            | ۲۵ ژوئن ۲۰۲۳             | ام‌جی‌ام+                  |
| ۳   | ۱۰     | ۱۰     | ۲۲ سپتامبر ۲۰۲۴          | ۲۴ نوامبر ۲۰۲۴           | ام‌جی‌ام+                  |

## بازیگران
- هارولد پرینو در نقش بوید استیونز (کلانتر)
- کاتالینا ساندینو مورنو در نقش تابیتا متیو، همسر جیم و مادر جولی و ایتن
- ایان بیلی در نقش جیم متیو، همسر تابیتا، و پدر جولی و ایتن
- دیوید آلپی در نقش جید، او همراه دوستش همان روز خانواده متیوز به شهر می‌رسد.
- الیزابت ساندرز در نقش دونا رینز، رهبر ساکنان کلونی هاوس، که جدا از شهرک زندگی می‌کنند.
- شان ماجومدر در نقش پدر کتری (کشیش ساکنان محله)
- اسکات مک‌کورد در نقش ویکتور (از کودکی در آن شهر حبس شده)
- ریکی هی در نقش معاون و دست راست کلانتر بوید که با والدین سالخورده خود در شهرک زندگی می‌کند
- کلوئه ون لندشوت در نقش کریستی (پزشک شهر)
- پگاه غفوری ساداتیه در نقش فاطمه (دوست دختر الیس)
- کورتون مور در نقش الیس (پسر کلانتر بوید)
- هانا چرامی در نقش جولی (دختر جیم و تابیتا)
- سایمون وبستر در نقش اتان متیوز، پسر کوچک جیم و تابیتا و برادر کوچکتر جولی
- اوری کنراد در نقش سارا مایرز
- کیلن اهم در نقش ماریل (دوست دختر کریستی)